# ليفي بونس
ليفي بونس (بالإنجليزية: Levi Ponce)‏ هو رسام أمريكي، ولد في القرن العشرين في Pacoima, Los Angeles ‏ في الولايات المتحدة.